# Esto también pasará

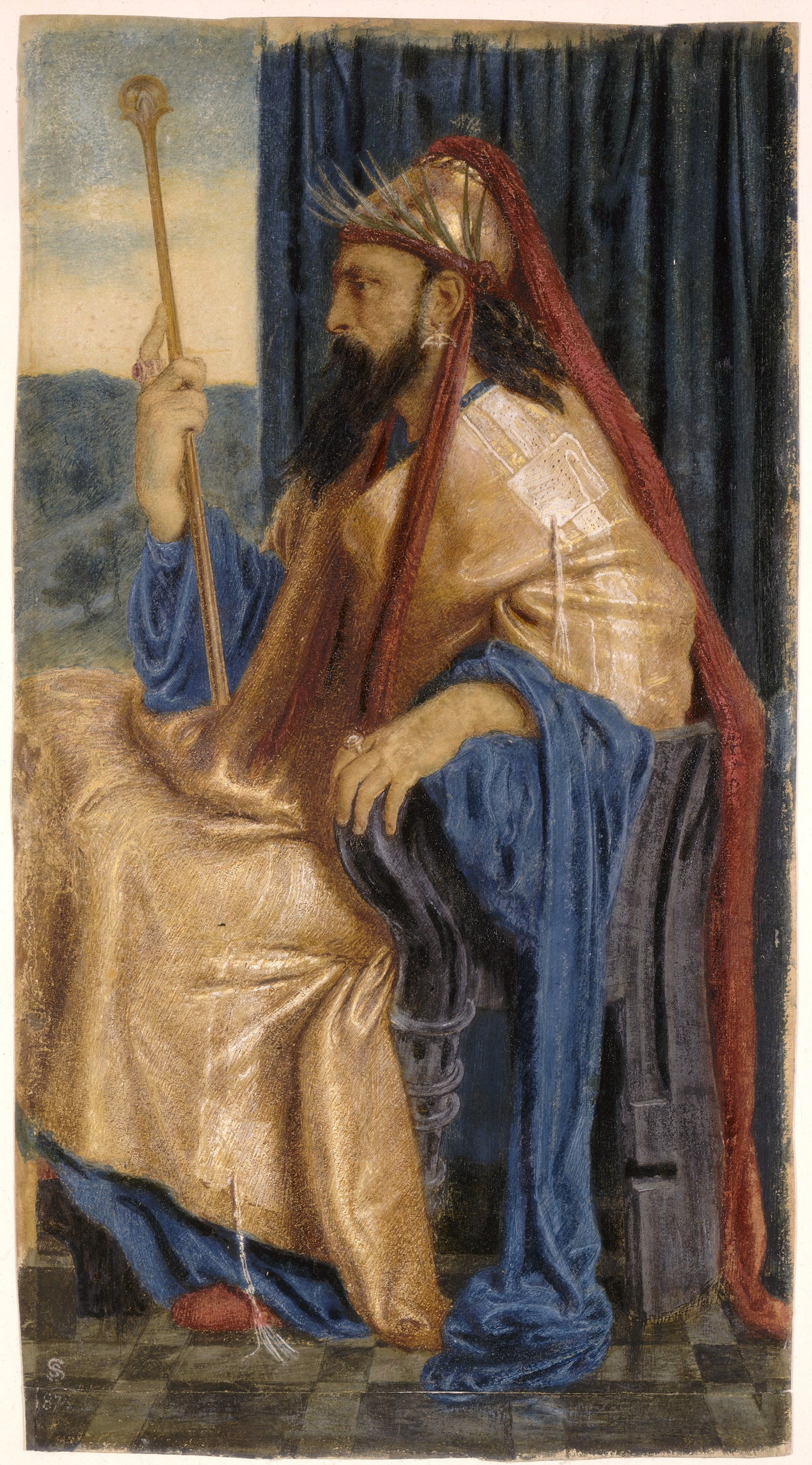
El rey Salomón.

"Esto también pasará" ( en persa: این نیز بگذرد‎, romanizado: īn nīz bogzarad es un proverbio persa traducido y utilizado en varios idiomas. Así, resume una reflexión sobre la naturaleza efímera de la condición humana: que ni los momentos malos ni buenos de la vida duran indefinidamente. Esta idea ha sido usada en la filosofía a través de la historia y de las culturas, pero la frase específica parece haberse originado en los escritos de los poetas sufíes persas medievales.
Es conocido en el mundo occidental principalmente debido a una versión del siglo XIX de una fábula persa del poeta inglés Edward FitzGerald:

SOLOMON'S SEAL.

The Sultan asked Solomon for a Signet motto, that should hold good for Adversity or Prosperity. Solomon gave him,

"THIS ALSO SHALL PASS AWAY."
EL SELLO DE SALOMÓN.

El Sultán pidió a Salomón un lema para su sello, que valiera para la adversidad y la prosperidad. Salomón le dijo,

"ESTO TAMBIÉN PASARÁ."
Edward FitzGerald

También fue empleado notablemente en un discurso de Abraham Lincoln antes de convertirse en el decimosexto presidente de los Estados Unidos.

## Historia
Una de las primeras citas en inglés de "esto también pasará" aparece en 1848:

When an Eastern sage was desired by his sultan to inscribe on a ring the sentiment which, amidst the perpetual change of human affairs, was most descriptive of their real tendency, he engraved on it the words: — "And this, too, shall pass away." It is impossible to imagine a thought more truly and universally applicable to human affairs than that expressed in these memorable words, or more descriptive of that perpetual oscillation from good to evil, and from evil to good, which from the beginning of the world has been the invariable characteristic of the annals of man, and so evidently flows from the strange mixture of noble and generous with base and selfish inclinations, which is constantly found in the children of Adam.
Cuando su sultán pidió a un sabio oriental que inscribiera en un anillo el sentimiento que, en medio del perpetuo cambio de los asuntos humanos, fuera más descriptivo de su tendencia real, grabó en él las palabras: - "Y esto también pasará". Es imposible imaginar un pensamiento más verdadera y universalmente aplicable a los asuntos humanos que el expresado en estas memorables palabras, o más descriptivo de esa perpetua oscilación del bien al mal, y del mal al bien, que desde el principio del mundo ha sido la característica invariable de los anales del hombre, y que tan evidentemente fluye de la extraña mezcla de inclinaciones nobles y generosas con inclinaciones bajas y egoístas, que se encuentra constantemente en los hijos de Adán.
"The Revolutions in Europe", Blackwood's Edinburgh Magazine, Mayo, 1848 

También fue utilizada en 1852, en una nueva versión de la fábula titulada "El sello de Salomón" del poeta inglés Edward FitzGerald. En él, un sultán solicita al rey Salomón una frase que fuera cierta tanto en los buenos como en los malos tiempos; Salomón responde: "Esto también pasará". El 30 de septiembre de 1859, Abraham Lincoln contó una historia similar:

It is said an Eastern monarch once charged his wise men to invent him a sentence, to be ever in view, and which should be true and appropriate in all times and situations. They presented him the words: "And this, too, shall pass away." How much it expresses! How chastening in the hour of pride! How consoling in the depths of affliction!
Se cuenta que un monarca oriental encargó una vez a sus sabios que le inventaran una frase, para tenerla siempre a la vista, y que fuera verdadera y apropiada en todo tiempo y situación. Le presentaron las palabras: "Y esto también pasará". ¡Cuánto expresa! ¡Cuánto escarmiento en la hora del orgullo! ¡Cuán consolador en las profundidades de la aflicción!

## Orígenes de la fábula
La fábula recontada por FitzGerald se remonta a la primera mitad del siglo XIX y apareció en periódicos estadounidenses desde al menos 1839. Por lo general, se trataba de un "monarca oriental" anónimo. Su origen se remonta a las obras de poetas sufíes persas, como Rumi, Sanai y Attar de Nishapur. Attar registra la fábula de un rey poderoso que pide a unos sabios reunidos que creen un anillo que lo haga feliz cuando esté triste. Después de deliberar, los sabios le entregan un anillo sencillo con las palabras persas "Esto también pasará" grabadas, que tiene el efecto deseado.
Esta historia también aparece en el folclore judío.  El Archivo de Folclore de Israel de la Universidad de Haifa ha registrado muchas versiones de la historia, que suele presentar a Salomón como el rey humillado por el refrán.
En algunas versiones la frase se simplifica aún más, apareciendo como acrónimo, sólo las letras hebreas gimel, zayin y yodh, que comienzan con las palabras "Gam zeh ya'avor" ( en hebreo: גַּם זֶה יַעֲבֹר‎ , gam zeh yaavor ), "esto también pasará".